# تی‌سی الکترونیک
تی‌سی الکترونیک (انگلیسی: TC Electronic) شرکت تجهیزات موسیقی دانمارکی است، که در سال ۱۹۷۶ تأسیس شد.